# Nora Meister
Nora Meister (* 6. Januar 2003) ist eine Schweizer Schwimmerin im Behindertensport und Paralympics-Teilnehmerin.

## Leben
Nora Meister leidet seit der Geburt an Arthrogryposis multiplex congenita und ist auf einen Rollstuhl angewiesen.
Sie besuchte die Alte Kantonsschule Aarau.
Sie begann im Alter von acht Jahren mit dem Schwimmen und ist Mitglied im Schwimmclub Aarefisch Aarau.
Sie musste sich im Dezember 2021 am Ellbogen operieren lassen und dann erneut im März 2023.

## Erfolge
An den Paralympischen Sommerspielen 2020 in Tokio gewann sie eine Bronzemedaille und an den Paralympischen Sommerspielen 2024 in Paris eine Silbermedaille über 400 Meter Freistil. An den Para-Schwimmweltmeisterschaften gewann sie bisher sechs Bronzemedaillen: 2019 über 100 Meter Freistil und 400 Meter Freistil, 2022 über 100 Meter Rücken und 400 Meter Freistil und 2023 über 100 Meter Freistil sowie 400 Meter Freistil. An den Para-Schwimmeuropameisterschaften gewann sie bisher vier Mal Gold: 2018 und 2020 je über 100 Meter Rücken und 400 Meter Freistil. Die 5:12,87 Minuten über 400 Meter Freistil in Funchal bedeuteten dabei Weltrekord. Dazu gewann sie 2018 und 2020 je eine Silbermedaille über 100 Meter Freistil.

## Auszeichnungen
- 2018: Allianz Newcomer Award[8]
- 2021: Leistungsprämie des Swisslos-Sportfonds[2]